# MG-08
МГ-08,MG-08 (нім. Maschinengewehr-08) — варіант кулемета Максима, який випускався у Німеччині з 1908 року й активно застосовувався німецькою армією у Першу світову війну.
Як і у «Максима», автоматика MG-08 працює за системою використання віддачі ствола.
Вермахт почав Другу світову війну, маючи на озброєнні, крім інших зразків кулеметів, 42722 станкових важких кулемета MG-08/15 і MG-08/18. До початку Другої світової війни кулемет MG-08 був вже застарілою зброєю, його застосування у німецькій армії пояснювалося лише браком більш нових і сучасних кулеметів.

## Модифікації
- MG-08/15. У 1915 році MG-08 був модифікований — стали застосовуватися двоногі сошки (замість трипода), а також додане пістолетне руків'я. Крім модифікацій, його відрізняло від оригіналу зменшення ваги (на 18 кг) і покращена мобільність на полі бою.

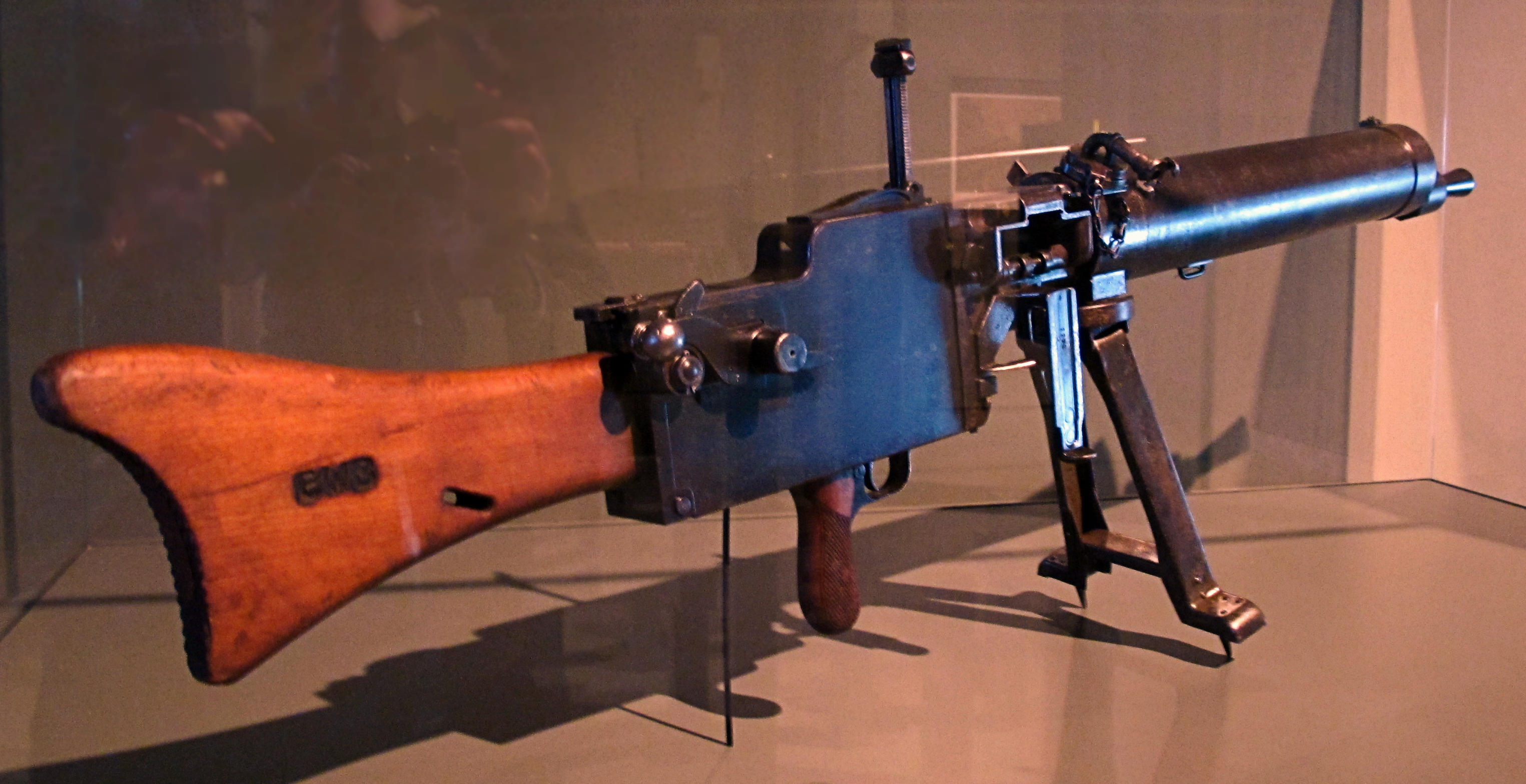
MG-08/15

- lMG-08/15 (luftgekühltes Maschinengewehr). Версія з повітряним охолодженням була розроблена як авіаційний кулемет. У ньому були відсутні кожух водяного охолодження, сошки і рукоятка, а охолодження проводилося за допомогою потоку повітря.

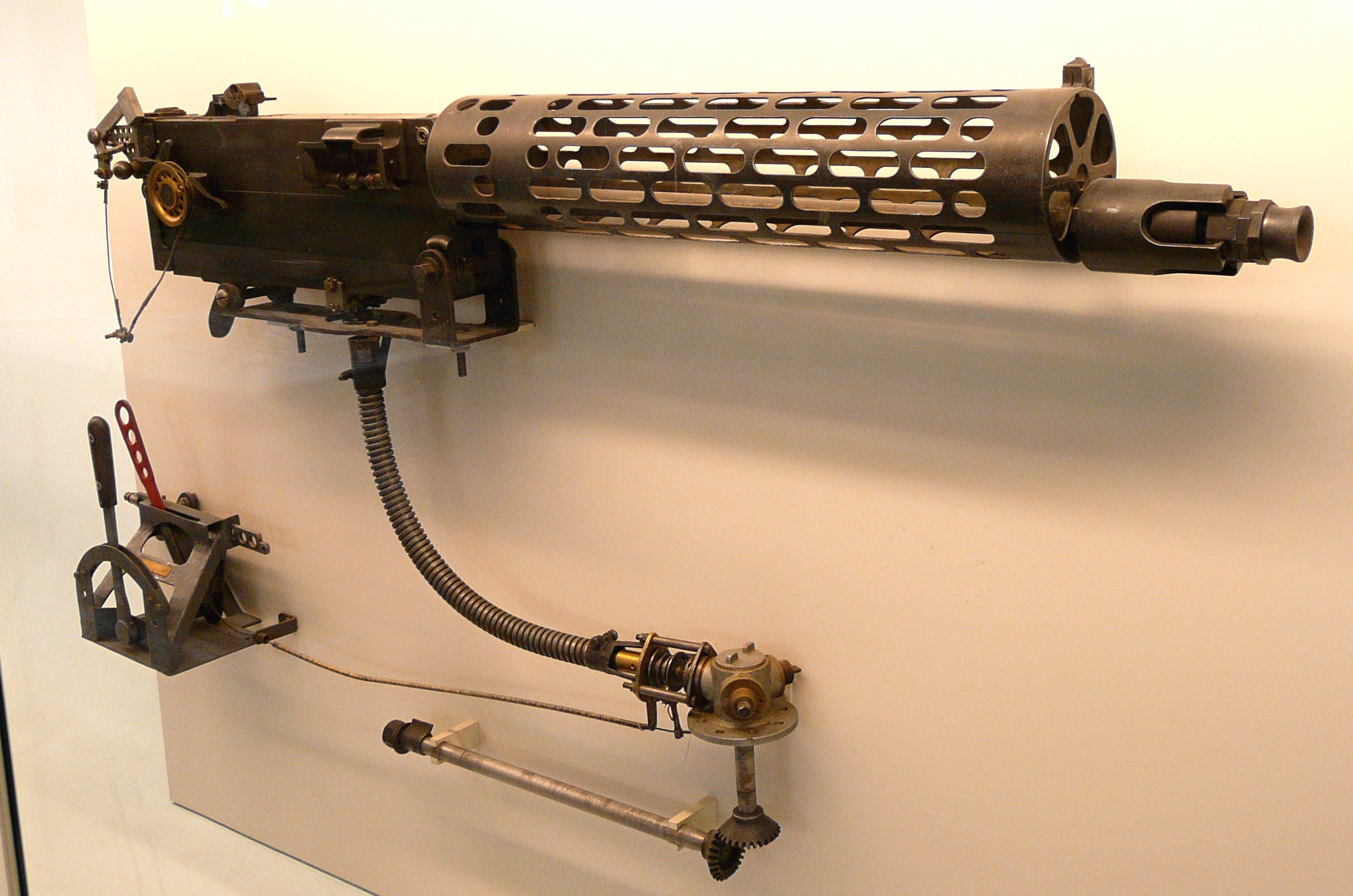
luftgekühltes Maschinengewehr

- MG08/18. У 1918 році був запущений у виробництво кулемет з повітряним охолодженням, який важив 15 кг. По суті він уже був зброєю підтримки піхоти, а не зброєю оборони, що дозволило застосовувати його в наступальних операціях на пізніх етапах Першої світової війни.
- Тип 24. Після закінчення Першої світової війни Німеччина масово поставляла в Китай MG 08. В 1935 була досягнута домовленість про ліцензійний випуск. Китайський кулемет отримав назву «Тип 24». Широко використовувався під час Другої світової війни та також Громадянської війни всіма сторонами конфлікту. Знятий з озброєння у 1960-х роках. Кулемет випускався як у варіанті 7,92×57 мм Маузер, так і радянського 7,62×54 мм. Використовувався під час Корейської війни, передавався В'єтнаму, Індонезії, Малайзії.

### Додаткова інформація
| ТТХ кулемету MG 08                                                                       | |                                 |
| Вид затвора                                                                              | Затвор типу «колінного суглоба» | Затвор типу «колінного суглоба» |
| Кількість нарізів ствола                                                                 | Чотири правобічних | Чотири правобічних              |
| Приціл кулемета                                                                          | \| відкритий пересувний приціл \| приціл ППО \| \| ---------------------------------------------------------------------------------------- \| --------------------------------- \| \| - 400 до 2000 м - 700 м (кожні 100 м по піднімає) - більш 700 м (кожні 50 м по піднімає) \| - круговий проріз - кругова мушка \| |                                 |
| Вага з утримувачем барабану і шлангом без води і стрічки                                 | 20,5 кг | 20,5 кг                         |
| Маса охолоджувальної рідини (води)                                                       | 4 кг | 4 кг                            |
| Вага санчат                                                                              | 40 кг | 40 кг                           |
| Вага триноги                                                                             | 32,30 кг | 32,30 кг                        |
| Відстань безпеки в напрямку пострілу                                                     | 5000 м | 5000 м                          |
| Бічна відстань безпеки                                                                   | 1000 м | 1000 м                          |
| відкритий пересувний приціл                                                              | приціл ППО |                                 |
| - 400 до 2000 м - 700 м (кожні 100 м по піднімає) - більш 700 м (кожні 50 м по піднімає) | - круговий проріз - кругова мушка |                                 |

## Країни-оператори
Німецька імперія
 Третій Рейх
 Австро-Угорщина
 Османська імперія
 Туреччина
 Болгарія
 Фінляндія: перші MG-08 з'явились у країні під час Громадянської війни як передані Білої Армії від німецької дивізії Балтійського моря. У 1919 з Франції прийшла партія з 100 MG-08. У 1924 більшість були передані до Польщі у рамках обміну зброї німецького калібру 7,92 мм x 57 на російський 7,62 мм x 54 R. Іншу були продані за кордон на початку 1930-х. У червні 1941 Фінляндія купувала 988 MG-08 у Німеччині. Ці кулемети використовувались у частинах берегової оборони та у фортифікації. На червень 1944 на озброєнні було ще 982 одиниць. Післі закінчення війни були здані на склади (на 1951 — 620). Продані на міжнародному ринку зброї через фірму Interarmco у 1959—1960.
 Норвегія
 Бельгія
 В'єтнам
 КНР
 Північна Корея
 Польща
 Тайвань

## Галерея

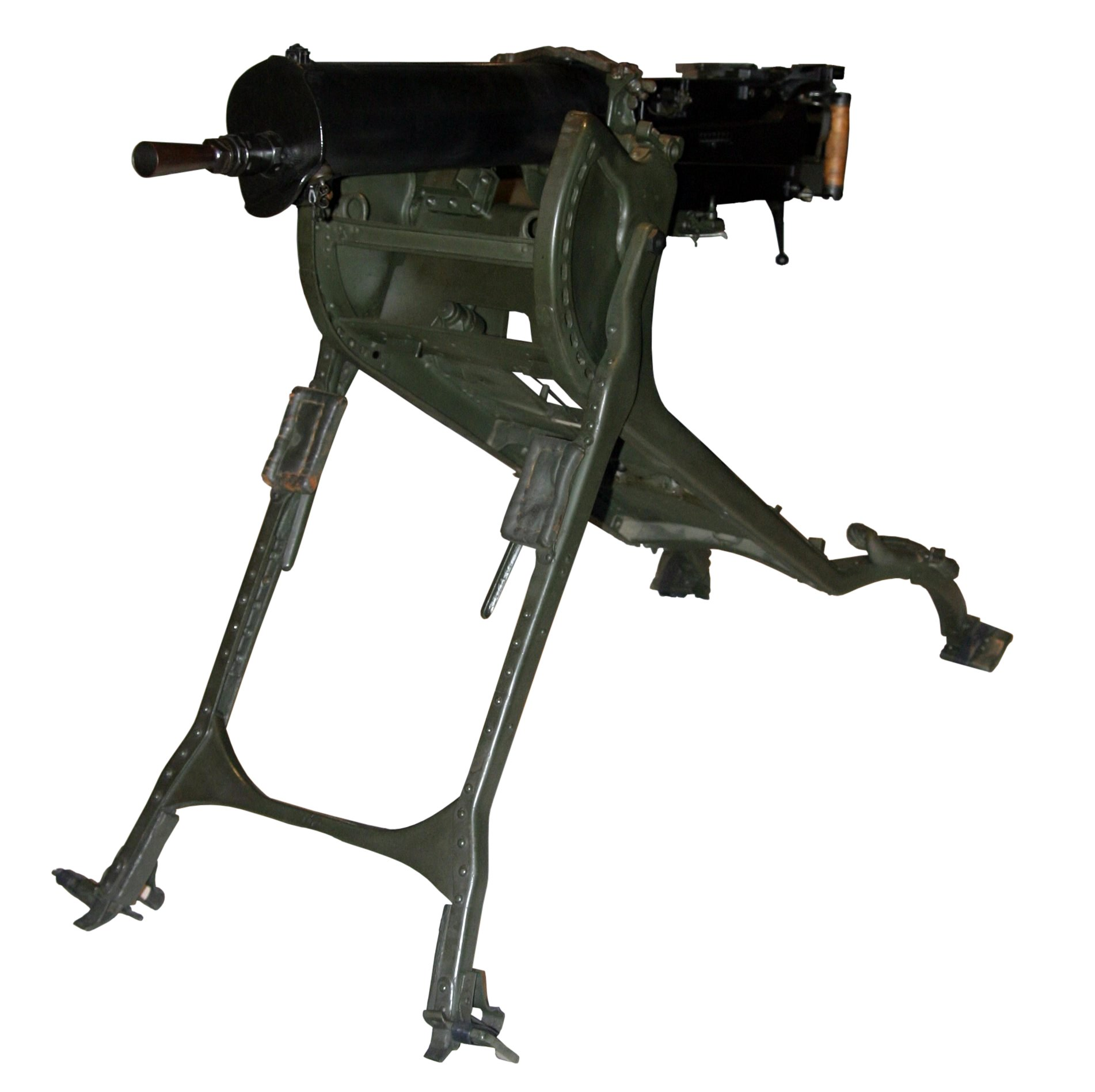
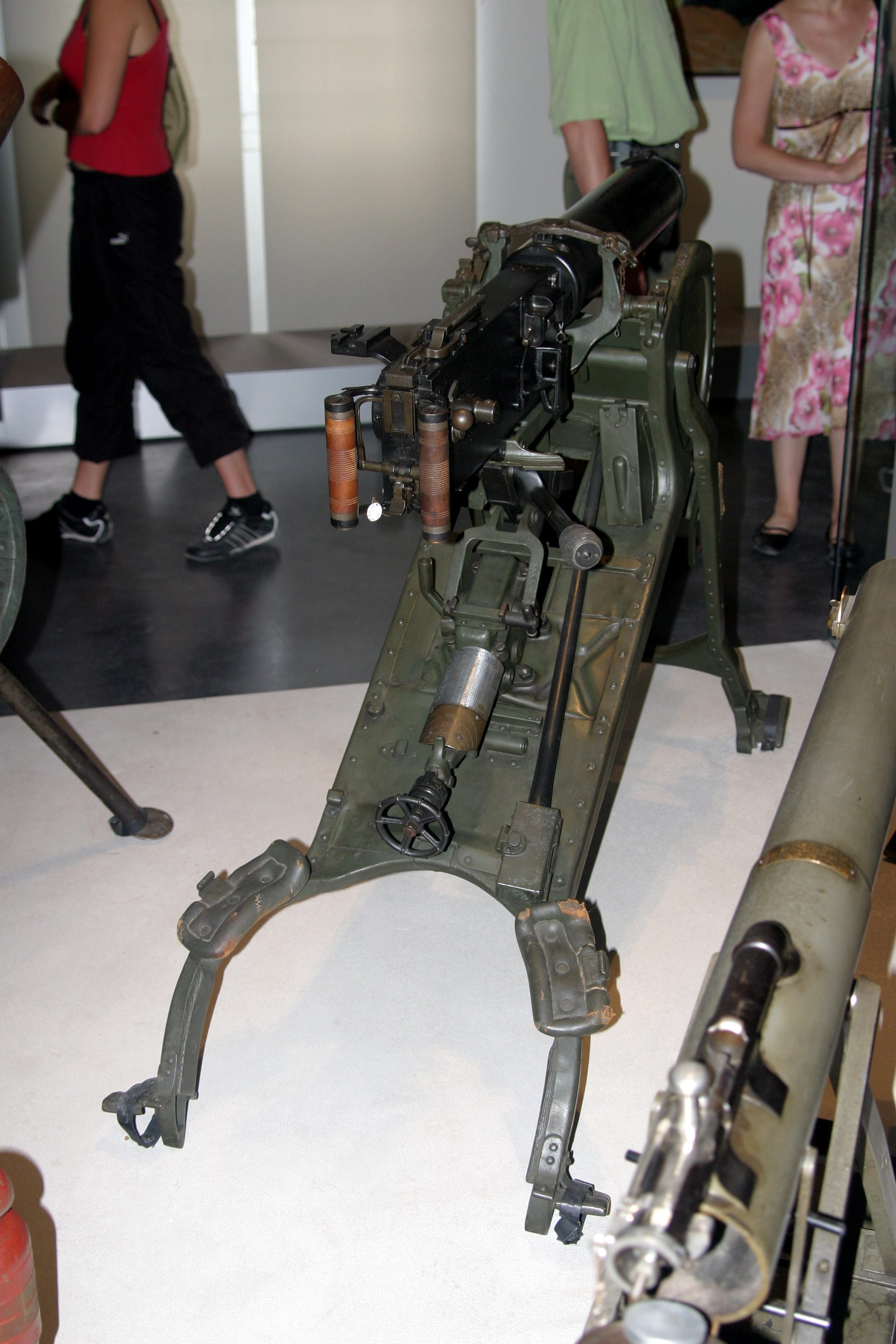
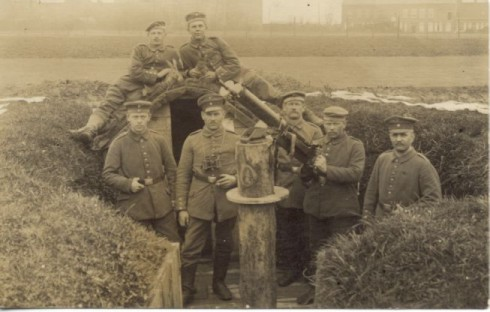
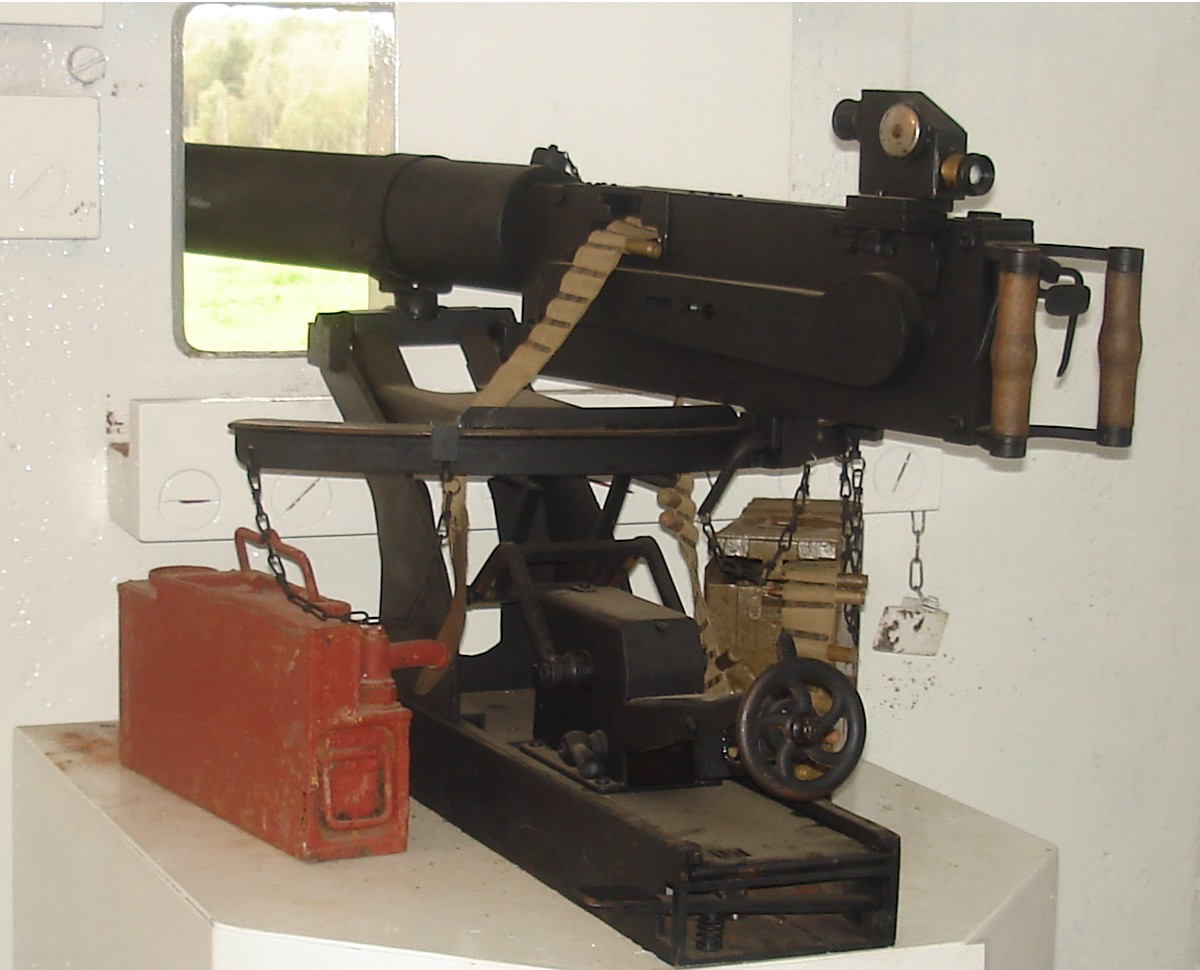
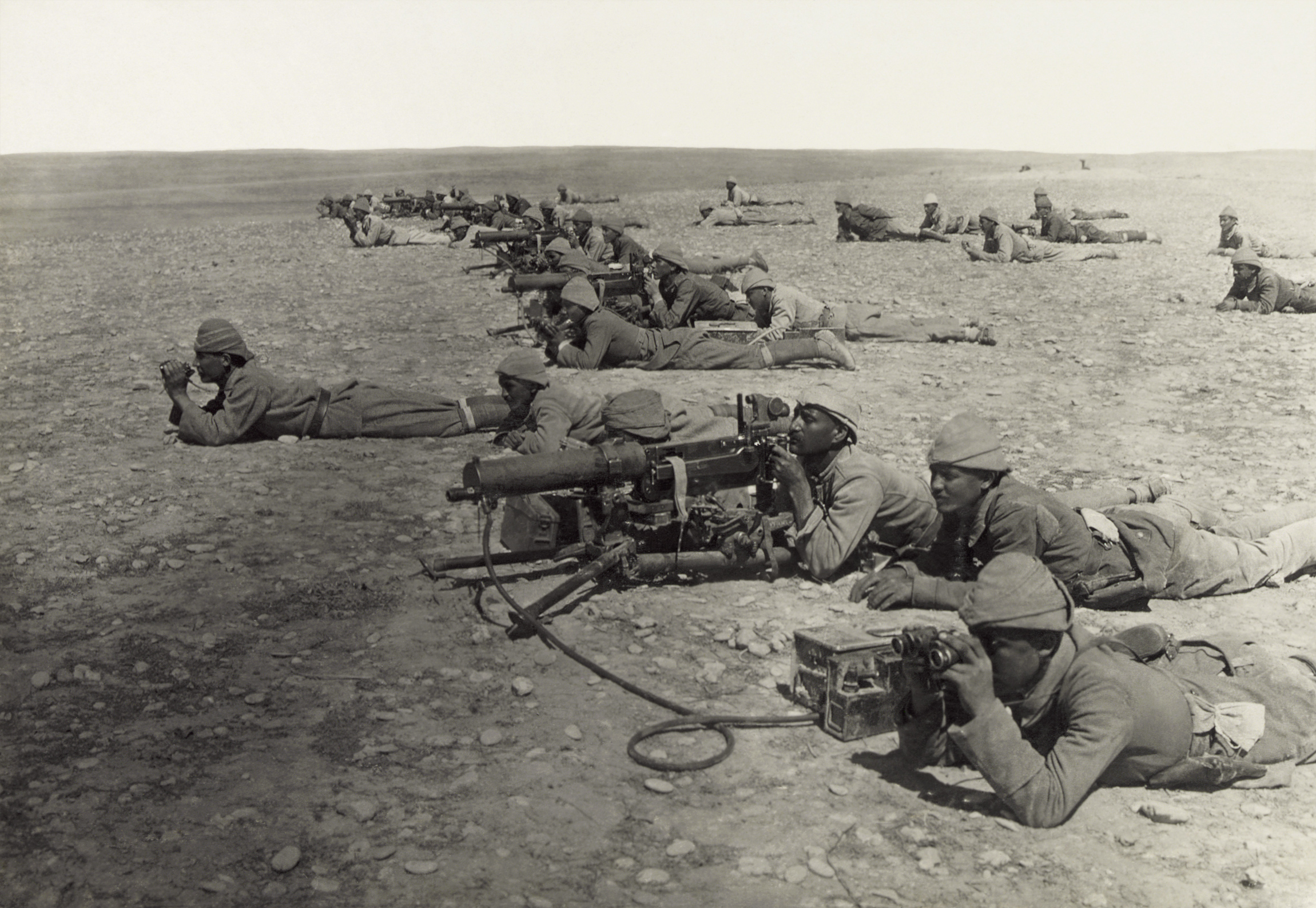
Кулеметний підрозділ турецької армії в битві за Газу. 1917
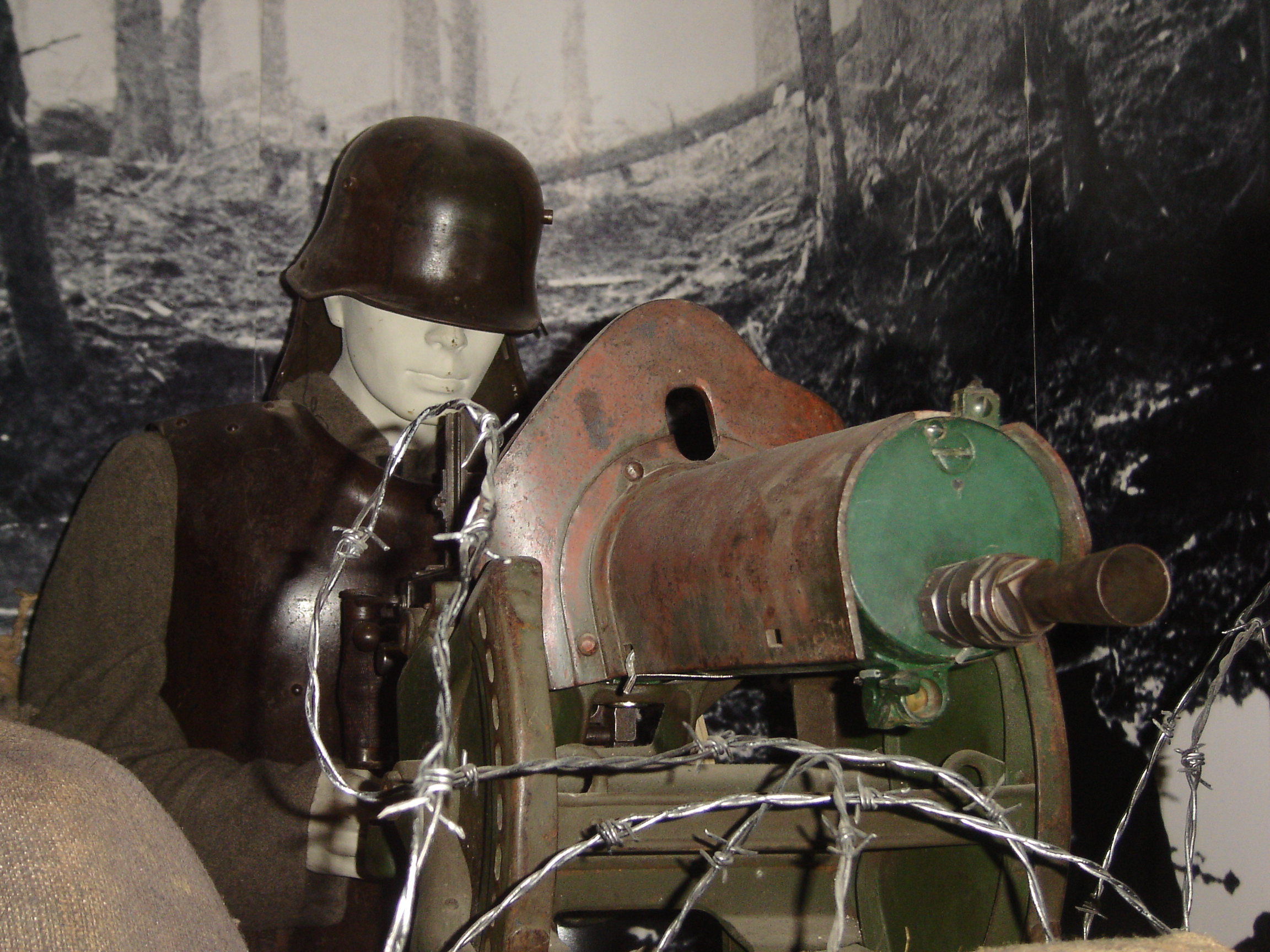
Кулемет «MG-08» з бронещитом.
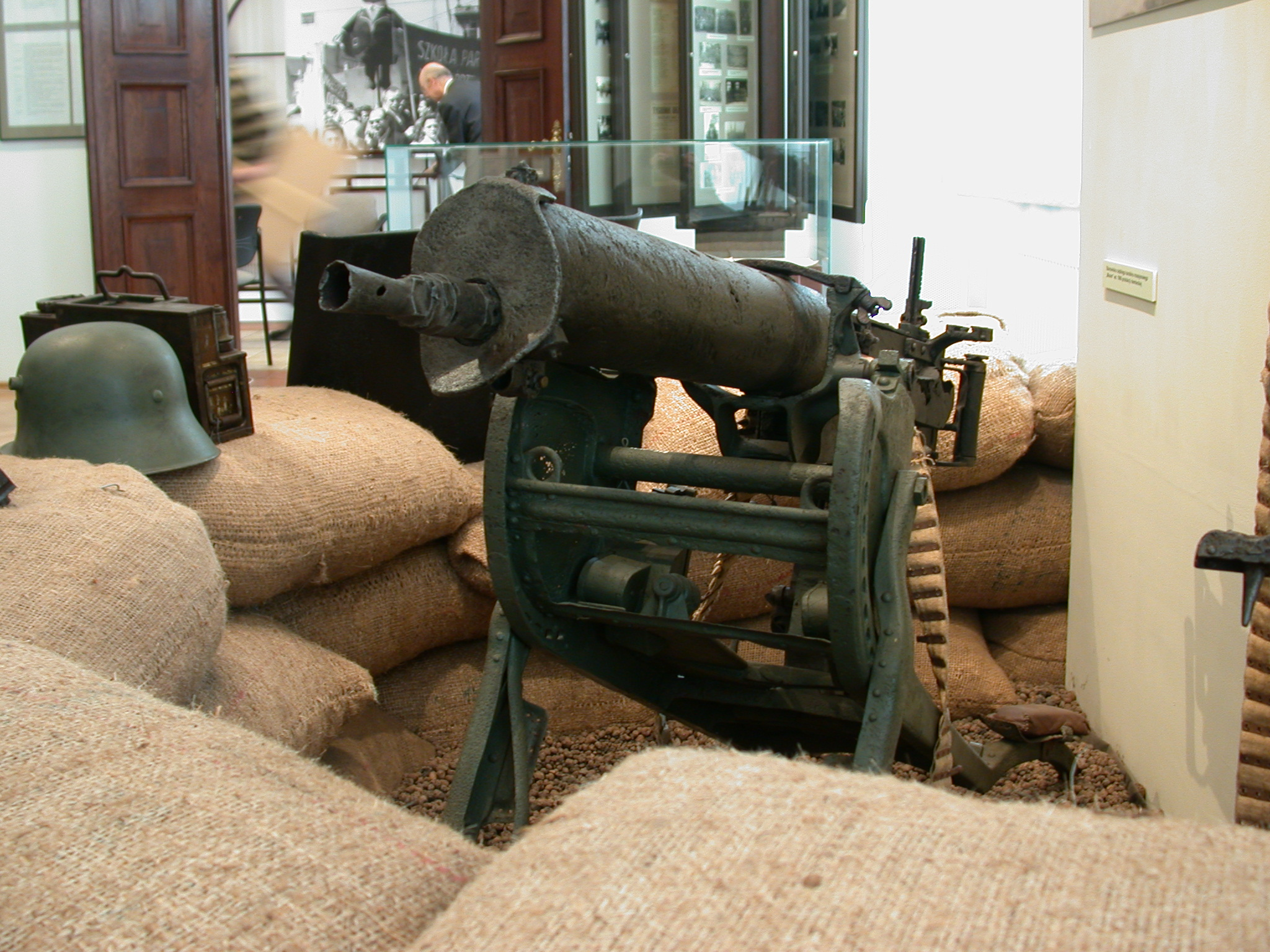

## Відео
- Maschinengewehr 08 [Архівовано 17 серпня 2011 у Wayback Machine.]